# Saint-Martin-de-Mâcon
Saint-Martin-de-Mâcon ist eine französische Gemeinde mit 320 Einwohnern (Stand: 1. Januar 2022) im Département Deux-Sèvres in der Region Nouvelle-Aquitaine. Sie gehört zum Arrondissement Bressuire und zum Kanton Le Val de Thouet. 

## Lage
Saint-Martin-de-Mâcon liegt etwa neun Kilometer nordöstlich des Stadtzentrums von Thouars ad der Dive. 
Nachbargemeinden von Saint-Martin-de-Mâcon sind Tourtenay im Norden, Ternay im Nordosten und Osten, Curçay-sur-Dive im Osten und Südosten, Saint-Léger-de-Montbrun im Süden und Westen sowie Saint-Cyr-la-Lande im Nordwesten.

## Bevölkerungsentwicklung
| Jahr                       | 1962 | 1968 | 1975 | 1982 | 1990 | 1999 | 2006 | 2019 |
| Einwohner                  | 384  | 341  | 322  | 314  | 347  | 332  | 318  | 292  |
| Quellen: Cassini und INSEE |      |      |      |      |      |      |      |      |

## Sehenswürdigkeiten
- Kirche Saint-Martin aus dem 15. Jahrhundert
- Schloss Le Petit Puy
- alte Grammontatenserpriorei in Le Petit-Banoduille
- Brücke über den Dive

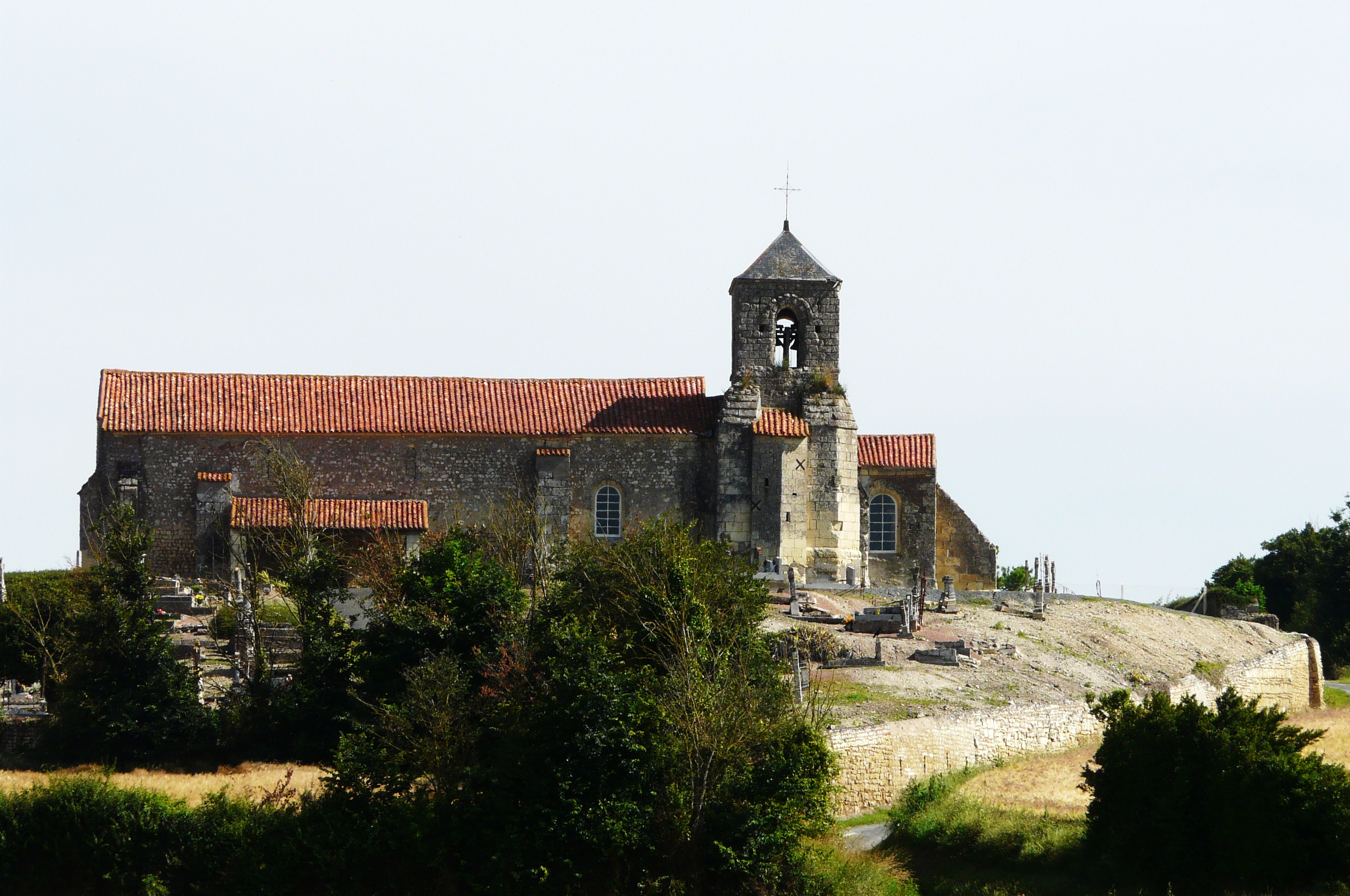
Kirche Saint-Martin
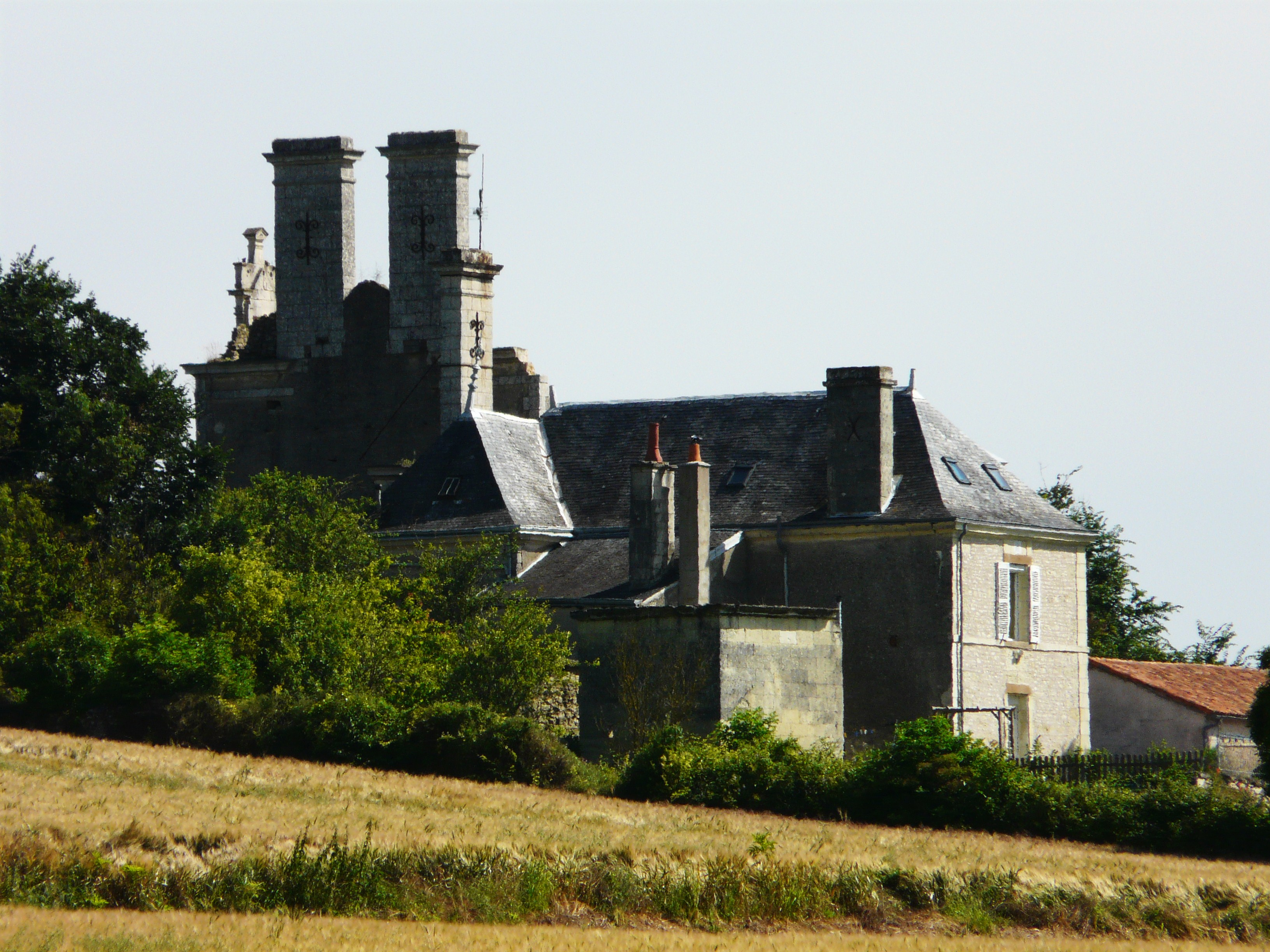
Schloss Le Petit Puy